# 우토로

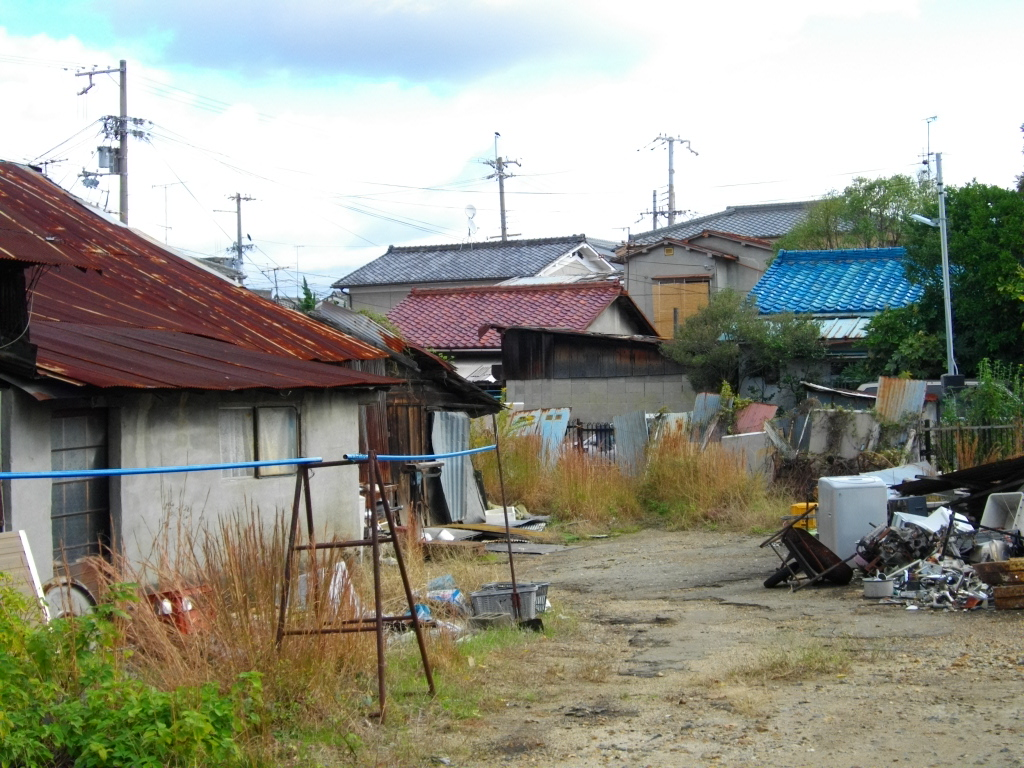
재개발 이전 당시의 우토로 마을 전경.

우토로(일본어: ウトロ) 마을은 1941년이었던 제2차 세계 대전 중 교토 소재의 군 비행장 건설을 위해 일본 정부에 의해 강제동원된 조선인 노동자들이 조성한 재일 조선인 마을이다. 행정구역은 일본 교토부 우지시 이세다 정 51번지(일본어: 京都府宇治市伊勢田町51番地)이다. 본래의 표기는 우토구치(일본어: 宇土口)였으나 잘못 읽혀 우토로(ウトロ)가 되었다.
2차세계대전이 종결된후 아무런 보상없이 방치되었고, 귀국하지 못한 조선인들이 잔류하여 정착촌이 건설되었다. 공유지를 매입한 일본 부동산회사에 의해 1998년 재일교포들이 강제 추방될 위기에 놓였으나, 일본과 한국의 시민단체와 한국 정부의 지원하에 토지를 매입하며 토지 분쟁이 일단락되었다. 이후 재개발이 진행되어 2018년에 원주민들이 재입주하며 문제가 완전히 해결되었다.

## 마을 형성
2차 세계대전 중인 1941년 일제는 국가 총동원법을 공표한후 교토 군비행장 건설을 위해 조선인 1,300여 명을 강제징용했다. 일제는 조선인 징용자들을 집단 합숙시키지 위해 공사장 주변 토지 21만㎡(6,000평)에 간이건물인 함바(はんば, 飯場)를 대규모로 만들었고 자연스럽게 그 주변에 마을이 형성되었다. 그러나 1945년 일본이 패망후 비행장 건설이 중단되었고, 조선인 징용자들은 일본 정부나 기업으로부터 어떠한 보상도 받지 못한 채 방치되었다. 여러사정으로 인해 일부 조선 사람이 잔류하면서 현재의 우토로 마을이라는 정착촌이 형성되었다. 1945년 9월 조선인학교를 세웠지만, 1949년 일본 정부의 탄압으로 폐쇄되고 말았다. 무허가 시설이었기에 수도 시설조차 갖춰지지 않아서 1988년까지 우물물로 식수를 해결했다.

## 토지 분규 발생

### 강제 퇴거
교토 지방정부 소유였던 우토로 토지가 1987년 닛산자동차 그룹의 계열사인 닛산차체(주)로 넘어갔다. 닛산차체(주)는 이를 자치 주민회 회장에게 매각하였다. 그런데 우토로 자치 주민회 회장인 허창구는 이를 다시 4억 5000만 엔에 부동산 회사인 서일본식산에 주민들 몰래 매각한후 야반도주하자 문제가 심각해지기 시작했다. 매입과 동시에 서일본식산은 주민 전원에게 퇴거를 요구하였고, 1989년에는 교토지방재판소에 주민들을 피고로 '건물수거토지명도' 소송을 제기해 1998년 승소하였다. 당시 주민들은 우토로 지구를 조선인 거주 지역으로 개척한 사실을 들어 시효 취득을 인정할 것을 호소하는 한편 1심판결에 불복해 오사카고등재판소 항소를 거쳐, 최고재판소에 상고하였으나 모두 기각됨으로써 사법적 판결은 완전히 끝나고 말았다.

### 분쟁 해결
삶의 터전을 잃어버리게 된 사정이 알려지면서 시사주간지인 한겨레 21, 한국 기독교 교회협의회(구 KNCC, 현 NCCK) 우토로 국제대책회의에서 모금활동 및 우토로 알리기 운동을 전개해 주민들을 지원하였다. '우토로 지키기' 운동에 나선 재일동포와 일본인, 한국의 시민단체 등이 시민 성금을 모았다. 2008년 노무현 대통령 임기 말 무렵 대한민국 정부에서도 우여곡절 끝에 15억 원씩 분할지금으로 우토로에 관한 예산 30억 원을 집행하였다. 성금과 정부의 지원금으로 2010년, 우토로 마을 대지 6000평 중 2000평 가량의 토지를 매입해 주민들의 거주권을 확보하였다.

### 재개발과 입주
2016년 7월부터 재개발 공사가 시작되었는데, 주민 재입주 보장을 전제로 하였다. 재개발 직전 일본 국적 취득을 거부한채 우토로에 사는 조선인들은 65세대 150여 명이었다. 2018년 1월 일본 정부가 지은 ‘시영주택’이 들어서고 주민들이 입주하였다. 문재인은 참여정부 청와대 비서실장으로서 우토로 땅을 매입하는 데 기여해 우토로 주민회로부터 감사패를 받았다.

### 기념관 건립
2022년 4월 30일에 한국 정부의 지원으로 지상 3층 규모의 '우토로 평화 기념관'이 우토로 마을에 들어섰다. 일제 강점기 일본 비행장 건설에 동원됐던 조선인들이 터를 잡은 '우토로 마을'의 아픈 역사를 알리고, 전쟁의 참화와 민족 차별을 겪은 현장이라는 점에서, 평화를 기원하는 기념관이다. 기념관은 지상 3층·연면적 461㎡ 규모로, 우토로의 과거 모습을 담은 사진과 설명, 당시를 재현한 조형물 등이 전시돼 있고, 우토로에 살다 세상을 떠난 재일한국인들을 소개하고 있다. 기념관 앞마당에는 우토로 주민들이 오랫동안 실제 거주했던 '함바(はんば, 飯場)'라고 불린 조선인 합숙 시설 일부 건물을 옮겨 놓았다.

## 같이 보기
- 오사카 이쿠노 코리아타운
- 오쿠보 (신주쿠구)